# Mordellistena nigriventris sikorai
Mordellistena nigriventris sikorai es una subespecie de coleóptero de la familia Mordellidae.

## Distribución geográfica
Habita en Madagascar.